# Fionn Loch (sjö i Storbritannien, lat 58,10, long -5,17)
Fionn Loch är en sjö i Storbritannien.   Den ligger i kommunen Highland och riksdelen Skottland, i den norra delen av landet, 800 km norr om huvudstaden London. Fionn Loch ligger 124 meter över havet. Den ligger vid sjön Loch Sionascaig.I omgivningarna runt Fionn Loch växer i huvudsak barrskog.